# 李道昌
李道昌，山東濟南府海豐縣人，清朝初年政治人物。

## 生平
明崇禎十五年（1642年）舉壬午科山東鄉試。清順治三年（1646年）登進士。順治六年，升任江西道试监察御史、巡按河南。